# Nossa Senhora das Dores (Santa Maria)
Nossa Senhora das Dores é um bairro do distrito da sede, município de Santa Maria. Localiza-se na região nordeste da cidade.
O bairro Nossa Senhora das Dores possui uma área de 1,0873 km² que equivale a 0,89% do distrito da Sede que é de 121,84 km² e 0,0607% do município de Santa Maria que é de 1791,65 km².

## História
O bairro deve o seu nome à paróquia de Nossa Sra das Dores instituída em 28 de fevereiro de 1937. O bairro já existia oficialmente em divisão de 1986. Em 2006, na nova divisão em bairros do distrito da Sede, o Nossa Senhora das Dores perde território com a criação do bairro Menino Jesus, e, o entroncamento da Avenida Nossa Senhora das Dores com a Rua Euclides da Cunha, que até 2006 era o seu extremo sudeste, passa a ser o centro geográfico do bairro. Até o ano 2006 a Avenida Nossa Senhora das Dores foi a divisa com o vizinho bairro Nossa Senhora de Lourdes, e a partir deste ano a avenida passa a ser a artéria que corta ao meio o bairro que leva o nome da paróquia existente no local. Em 2006, apesar da perda de terrítório para a criação do Menino Jesus, o bairro conquistou áreas significativas dos vizinhos Km 3 e Nossa Senhora de Lourdes.

## Limites
Limita-se com os bairros: Centro, Cerrito, Km 3, Menino Jesus, Nossa Senhora de Lourdes, Presidente João Goulart.
Descrição dos limites do bairro: A delimitação inicia no eixo da Rua Benjamim Constant, cruzamento com a Rua Bento Gonçalves, segue-se a partir daí pela seguinte delimitação: eixo da Rua Bento Gonçalves, no sentido leste, defletindo para sudeste; eixo da Rua Dr. Becker Pinto; divisa norte do Clube Dores, no sentido leste; sanga afluente do Arroio Cadena, no sentido a jusante; divisa norte da área da Brigada Militar, em linhas quebradas, no sentido leste; divisa particular, que parte da divisa da Brigada Militar passando pelo extremo sul da Rua Matoso Câmara, no sentido leste, até encontrar um ponto da Rua Euclides da Cunha, distante aproximadamente 80 metros ao sul da Rua Anibal Barão; eixo da Rua Euclides da Cunha, no sentido sul; eixo da Rua Carlos Schirmer, no sentido leste; eixo da Rua Antônio Abrahão Berleze, no sentido sul; eixo da Rua Luiz Tombesi, no sentido sudoeste; fundo dos lotes que confrontam ao nordeste com a Rua Antônio Abrahão Berleze, no sentido sudeste; fundo dos lotes que confrontam ao sudoeste com a Rua João Zwetsch, coincidente com a divisa das oficinas do Km 3, no sentido sudeste; eixo da Avenida Osvaldo cruz, no sentido sudeste; eixo da Rua Fioravante Antônio Spiazzi, no sentido sudoeste; eixo da Avenida Diácono João Luiz Pozzobon, no sentido sudeste; eixo da Rua Conceição Voltier no sentido sudoeste; eixo da Rodovia BR-158, no sentido leste; eixo da Rua Padre Kentenich, no sentido noroeste; eixo da Avenida Nossa Senhora das Dores, no sentido noroeste; fundo dos lotes que confrontam ao noroeste com a Rua Agostinho Sangoi, no sentido sudoeste; leito da sanga afluente da margem leste do Arroio Cancela, no sentido a jusante; eixo da Rua Alameda Assunção, no sentido noroeste; eixo da Rua Alameda Buenos Aires, no sentido sudoeste; eixo da Rua Osvaldo Aranha, no sentido sudoeste, defletindo para oeste; eixo da Rua General Neto, no sentido noroeste; eixo da Avenida Nossa Senhora das Dores, no sentido nordeste; eixo da Rua Benjamim Constant, no sentido noroeste, até encontrar a projeção do eixo da Rua Bento Gonçalves, início desta demarcação.

## Unidades residenciais
O bairro Nossa Senhora das Dores, pertencente ao distrito da Sede, é uma unidade de vizinhança que contém as seguintes unidades residenciais:
| # | Unidade residencial   | Localização                       | Limites | Obs.       |
| - | --------------------- | --------------------------------- | --- | ---------- |
| 1 | Dores                 |                                   | Toda a área do perímetro do bairro Nossa Senhora das Dores sem denominação específica. |            |
| 2 | Loteamento Bela Vista | 29° 41' 31.56" S 53° 47' 33.77" O | A unidade residencial urbana que confronta ao nordeste com a Avenida Nossa Senhora das Dores, trevo com a Rua Euclides da Cunha e cujos lotes confrontam para as Ruas Alameda Cidade de Rosário, Alameda Antofagasta, Alameda Montevidéu, Alameda Santiago do Chile, Alameda Assunción e Alameda Buenos Aires. | [ Obs. 1 ] |
| 3 | Loteamento Londero    | 29° 41' 20.30" S 53° 47' 25.30" O | A unidade residencial urbana que limita a noroeste com a Rua Henrique Abiatti; a nordeste com o fundo dos lotes que confrontam a nordeste com a Rua Antônio Abrahão Berleze e pelo fundo dos lotes que confrontam a sudoeste para um pequeno trecho da Rua João Zwetsch; ao sudeste, com as Vilas Rossato e Sinhá e, por fim, limitando ao sudoeste com a Avenida Nossa Senhora das Dores. | [ Obs. 2 ] |
| 4 | Vila Cassel           | 29° 41' 30.73" S 53° 47' 53.05" O | A unidade residencial urbana localizada entre a Rua Aureliano de Figueiredo Pinto, a noroeste; Rua Nelson Durand e uma sanga nascente do Arroio Cancela, a nordeste; o fundo dos lotes que confrontam a noroeste com a Rua Sargento Ricardo Schultz Marques e ao sudoeste com a Rua General Neto. | [ Obs. 3 ] |
| 5 | Vila Roemer           | 29° 41' 37.19" S 53° 47' 45.18" O | A unidade residencial urbana localizada entre o fundo dos lotes que confrontam a noroeste com a Rua Sargento Ricardo Schultz Marques; ruas General Neto e Osvaldo Aranha, divisa com o Bairro Nossa Senhora de Lourdes. | [ Obs. 4 ] |
| 6 | Vila Rossato          | 29° 41' 21.40" S 53° 47' 12.32" O | A unidade residencial urbana que confronta ao noroeste com uma sanga, afluente do Rio Vacacaí-Mirim; ao nordeste, com as oficinas do Km 3; ao sudeste, com o eixo da Avenida Osvaldo Cruz e ao sudoeste com o fundo dos lotes que confrontam ao sudoeste com a Rua Dr. Fernando Chagas Carvalho. | [ Obs. 5 ] |
| 7 | Vila Sinhá            | 29° 41' 26.76" S 53° 47' 20.34" O | A unidade residencial urbana que inicia em uma sanga afluente do Rio Vacacaí-Mirim, 40 metros a jusante, a partir do eixo da Rua Fernando Chagas Carvalho; daí, segue-se rumo ao sudeste, limitando com o fundo dos lotes que confrontam com esta Rua, pelo lado sudeste; deflete-se daí, pelo eixo da Avenida Osvaldo Cruz, no sentido sudoeste e pelo eixo da Avenida Nossa Senhora das Dores, até um ponto que dista 40 metros aquém da Rua Alfredo Preigchadt; daí, liga em diagonal com o cruzamento da Rua João Olinto Réquia sobre uma sanga, afluente do Rio Vacacaí-Mirim; deste ponto, segue-se por esta sanga, a jusante, até atingir 40 metros além da Rua Dr. Fernando Chagas Carvalho, ponto inicial desta demarcação. | [ Obs. 6 ] |
| 8 | Vila São Luiz         | 29° 41' 25.88" S 53° 47' 44.23" O | A unidade residencial urbana localizada entre a rua Aureliano de Figueiredo Pinto, o fundo dos lotes que confrontam ao sudoeste com a Rua Motorista Mariano o Parque Residencial Bela Vista, a Vila Cassel e o eixo da Rua Nelson Durand. | [ Obs. 7 ] |
| 9 | Vila Tombési          | 29° 41' 14.49" S 53° 47' 27.45" O | A unidade residencial urbana que limita ao norte com o eixo da Rua Carlos Schirmer; a leste, com a Rua Antônio Abrahão Berleze; ao sudeste, com a Rua Henrique Abiatti e, por fim, a oeste, com o eixo da Rua Euclides da Cunha. | [ Obs. 8 ] |

1. ↑  O acesso principal se dá pela Alameda Buenos Aires (Rua do Fórum de Santa Maria).
2. ↑  O acesso principal se dá pela Avenida Nossa Senhora das Dores.
3. ↑  O principal acesso se dá pela Rua General Neto.
4. ↑  O principal acesso se dá pela Rua General Neto.
5. ↑  O acesso principal de dá pela Rua Alfredo Preigchadt, que faz esquina com a Avenida Nossa Senhora das Dores.
6. ↑  O acesso principal se dá pela Avenida Nossa Senhora das Dores.
7. ↑  O acesso principal se dá ao sul da Avenida Nossa Senhora das Dores, seguindo pela Rua Motorista Mariano.
8. ↑  O acesso principal se dá pela Rua Euclides da Cunha.

## Demografia

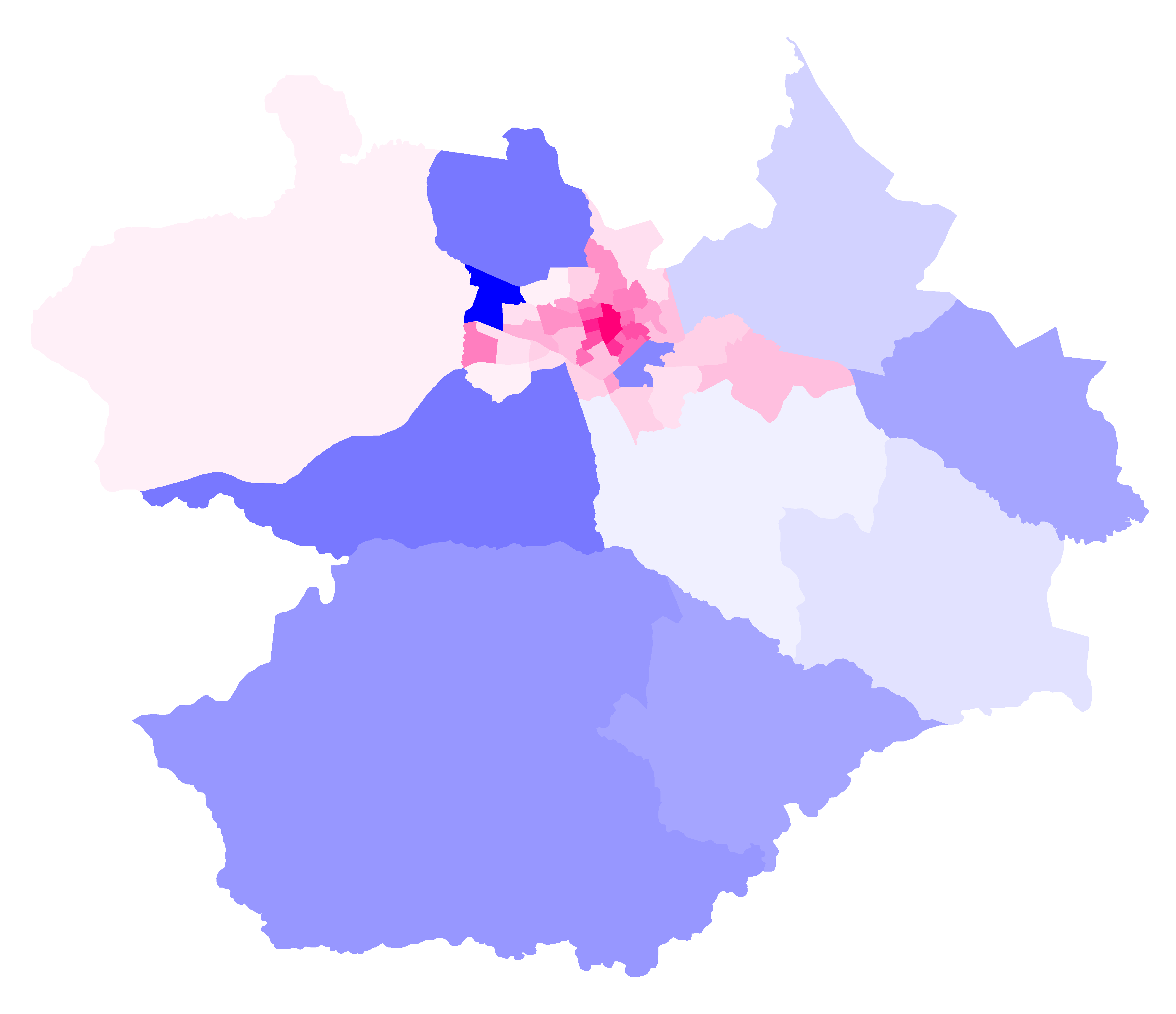
Mapa do município de Santa Maria com as divisões em bairros. Em escalas de azul os bairros com predominância masculina e em escalas de rosa os bairros com predominância feminina. Observa-se que quanto melhor a infraestrutura e o acesso a ela mais convidativo o bairro é para a população feminina. E, reciprocamente, podemos reconhecer os bairros com melhor infraestrutura observando onde a população feminina está concentrada.

Segundo o censo demográfico de 2010, Nossa Senhora das Dores é, dentre os 50 bairros oficiais de Santa Maria:
- Um dos 41 bairros do distrito da Sede.
- O 22º bairro mais populoso.
- O 38º bairro em extensão territorial.
- O 14º bairro mais povoado (população/área).
- O 8º bairro em percentual de população na terceira idade (com 60 anos ou mais).
- O 9º bairro em percentual de população na idade adulta (entre 18 e 59 anos).
- O 48º bairro em percentual de população na menoridade (com menos de 18 anos).
- Um dos 39 bairros com predominância de população feminina.
- Um dos 20 bairros que registraram moradores com 100 anos ou mais, com um total de 1 habitante masculino.

Distribuição populacional do bairro
1. Total: 4656 (100%)
  1. Urbana: 4656 (100%)
  2. Rural: 0 (0%)
2. Homens: 2074 (44,54%)
  1. Urbana: 2074 (100%)
  2. Rural: 0 (0%)
3. Mulheres: 2582 (55,46%)
  1. Urbana: 2582 (100%)
  2. Rural: 0 (0%)

## Infraestrutura
Vizinho ao Centro da Cidade e como um lugar de expansão do centro, é um dos bairros que mais crescem na cidade.
No bairro estão localizados, bares, alguns restaurantes, a sede central do Clube Recreativo Dores, que é um dos mais importantes clubes da cidade, a sede da Brigada Militar no centro do estado (PM Gaúcha), assim como o hospital da Brigada Militar, o Royal Plaza Shopping, que é o prédio mais alto da cidade (Residencial Royal Plaza - 15 andares encima dos 3 do shopping - , que tem anexo com o shopping), além do fórum e da Paróquia Nossa Senhora das Dores, entre outros.
Centros comerciais e Shoppings Centers
- Royal Plaza Shopping: Entrou em funcionamento em 2009.

Espaços públicos
No bairro está situada a praça das Américas.